# Mecinus pascuorum
Mecinus pascuorum är en skalbaggsart som först beskrevs av Leonard Gyllenhaal 1813.  Mecinus pascuorum ingår i släktet Mecinus, och familjen vivlar. Arten är reproducerande i Sverige.

## Bildgalleri

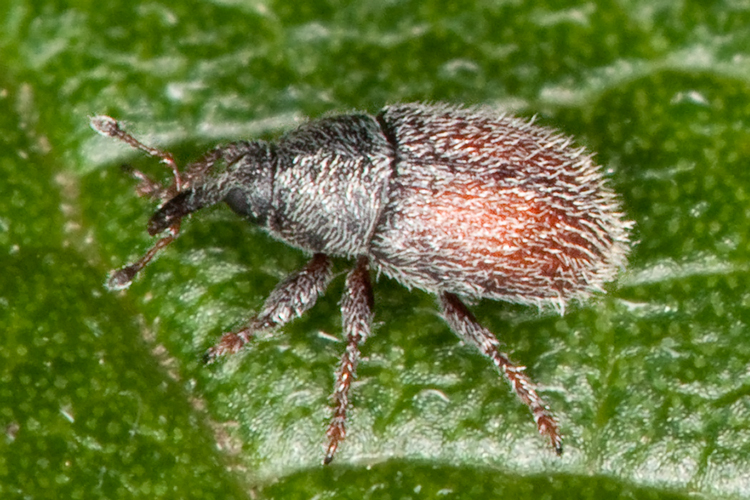